# مرکز تاریخی مکزیکو سیتی
مرکز تاریخی مکزیکو سیتی (انگلیسی: Historic center of Mexico City) (اسپانیایی: Centro Histórico de la Ciudad de México)، که با نام‌های «مرکز» یا «مرکز تاریخی» نیز شناخته می‌شود. بخش مرکزی در مکزیکو سیتی مکزیک است که بر روی پایه مجسمه (یا میدان اصلی) متمرکز شده و در همه جهات برای یک تعداد بلوک‌ها که دورترین وسعت آن در غرب آلامدا مرکزی است.زوکالو بزرگ‌ترین میدان در آمریکای لاتین است.می‌تواند نزدیک به ۱۰۰۰۰۰ نفر را در خود جای دهد.
این بخش از پایتخت در بخش شهری کواتموک قرار دارد، کمی بیش از نه کیلومتر2 دارد و ۶۶۸ بلوک را اشغال می‌کند. شامل ۹۰۰۰ ساختمان است که ۱۵۵۰ مورد آن اهمیت تاریخی اعلام شده است. بیشتر این بناهای تاریخی بین قرن ۱۶ و ۲۰ ساخته شده‌اند. برای اهداف حفاظتی به دو منطقه تقسیم شده است. منطقه A شامل شهر ماقبل اسپانیایی و گسترش آن از دوره نایب السلطنه تا استقلال است. منطقه B مناطقی را پوشش می‌دهد که تمام ساخت و سازهای دیگر تا پایان قرن نوزدهم برای حفظ میراث معماری و فرهنگی منطقه ضروری به نظر می‌رسد.
اینجاست که اسپانیایی‌ها در قرن شانزدهم مکزیکوسیتی امروزی را بر روی خرابه‌های فتح شده تنوچتیتلان، پایتخت امپراتوری آزتک آغاز کردند. مرکز امپراتوری باستانی آزتک و مقر قدرت مستعمره اسپانیایی اسپانیا جدید، مرکز تاریخی تاریخی شامل بیشتر آثار تاریخی شهر است. سایت‌های هر دو دوره و همچنین تعداد زیادی موزه. این موضوع آن را به میراث جهانی تبدیل کرده است.

## تاریخچه

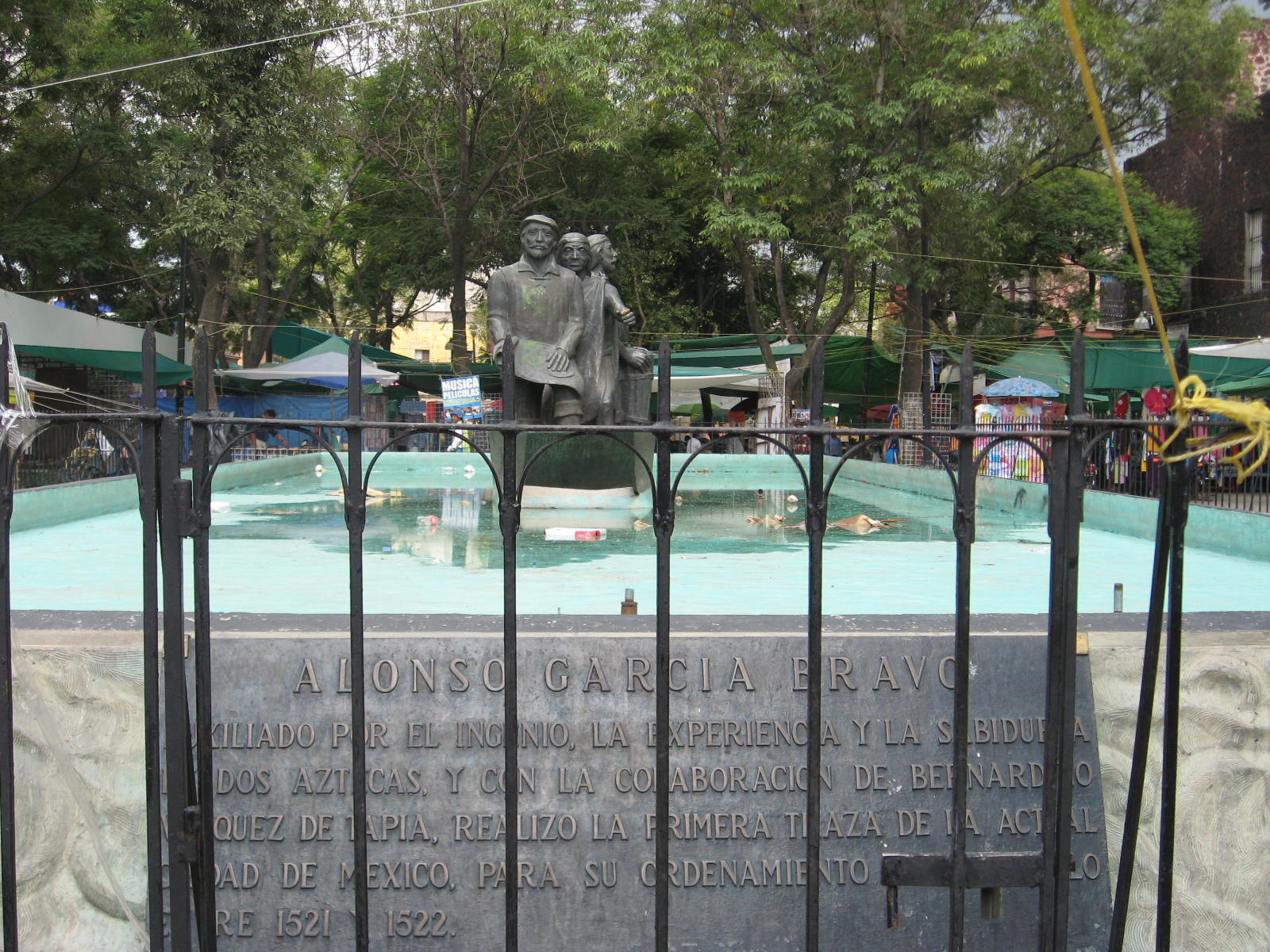
فواره با نیم تنه به احترام آلونسو گارسیا براوو، کسی که پس از فتح مکزیکو سیتی را با حفظ بسیاری از زیرساخت‌های اصلی آزتک‌ها طراحی کرد. واقع در خیابان مرسدس بین عیسی ماریا و تالاورا، در شرق زوکالو

آنچه در حال حاضر مرکز شهر تاریخی مکزیکو سیتی است تقریباً با شهر باستانی آزتک تنوچتیتلان که در حدود سال ۱۳۲۵ تأسیس شد، مرتبط است. در دوران پیش از اسپانیایی، شهر به شکلی برنامه‌ریزی شده توسعه یافت، با خیابان‌ها و کانال‌هایی که با مسیرهای اصلی منتهی می‌شدند. بلوک‌های مربع منظم. جزیره ای که شهر بر روی آن بنا شده است به چهار محله یا محله تقسیم شده است. که به ترتیب توسط جاده‌های اصلی شمالی به جنوبی منتهی به تپیاک و ایزتاپالاپا و جاده غربی به شرقی که به تاکوبا و به یک دایک به دریاچه منتهی می‌شد تقسیم می‌شدند. کالپولیس‌ها کیپوپان، آتزاکوالکو و زوکیپان نام داشتند که هر کدام دارای زیرمجموعه‌ها و «تکپان» یا شورای ناحیه بودند. تقاطع این جاده‌ها مرکز شهر و جهان آزتک بود. اینجا شهردار تمپلو، کاخ‌های تلاتونی یا امپراتورها، کاخ‌های اشراف مانند «خانه شیاطین» و «خانه گل‌ها» بودند. همچنین در اینجا دو مدرسه معروف آزتک قرار داشت: تلپوچکالی برای مطالعات سکولار و کالمکاک برای آموزش کشیش. زمانی که اسپانیایی‌ها وارد شدند، شهر قنات‌هایی داشت که توسط مونتزوما و لوئیکامیناو آهویزوتل و همچنین یک خاکریز بزرگ در شرق شهر ساخته شد.
پس از فتح اسپانیا، این طرح عمدتاً به دلیل تلاش‌های آلونسو گارسیا براوو که بر بازسازی شهر نظارت داشت تا حد زیادی دست نخورده باقی ماند. این بازسازی بسیاری از معابر اصلی مانند تنایوکا، به نام والهو را حفظ کرد. تلاکوپان، تغییر نام داد به، مکزیک تاکوبا وتپیاک، که اکنون خیابان اسرار نامیده می‌شود. آنها همچنین بخش‌های اصلی شهر را حفظ کردند و پیشوندهای مسیحی را به نام‌هایی مانندسن خوان مویوتلا، سانتاماریا تلاکچیواکان، سن سباستین آتزاکوالکو و سن پدرو تئوپان اضافه کردند. در واقع، بیشتر مرکز تاریخی با آوارهای شهر ویران شده آزتک ساخته شده است.
تعدادی از مردم در این دوران، همگی اسپانیایی، ثروت هنگفتی را عمدتاً از طریق معدن و تجارت در قرن هفدهم و هجدهم به دست آوردند. این ثروت در عمارت‌های مختلف پراکنده در مرکز مانند کاخ ایتوربید و کازا د آزوله‌خوس (خانه کاشی) منعکس شده است. این خانه در قرن شانزدهم به سبک عربی ساخته شد، اما کاشی‌های همنام آن در سال ۱۷۴۷ زمانی که کنت دره اوریزابا کاشی‌های تالاورا را به پوئبلا سفارش داد، اضافه شد.
در اوایل قرن بیستم، در نتیجه موضع وزیر آموزش عمومی وقت آمریکای لاتین خوزه واسکونسلوس، بسیاری از خیابان‌های شمال و غرب زوکالو به نام کشورهای آمریکای لاتین تغییر نام دادند.

## زوکالو و رویدادها
از لحاظ تاریخی، زوکالو یا میدان اصلی، مکانی برای رویدادهای فرهنگی خوب و محبوب بوده است. چند نمونه از رویدادهایی که اخیراً در اینجا برگزار شد، عکسبرداری اسپنسر تونیک است،موزه عشایری خاکستر و برفیک رویداد اسکیت‌بردینگ/بی‌ام‌ایکس که در ۲۴ آگوست ۲۰۰۸، ۵۰ هزار جوان را به خود جلب کرد.«جشنواره مکزیکو» یک رویداد سالانه با برنامه‌های اختصاص یافته به هنر (محبوب و عالی) و دانشگاه است. در سال ۲۰۰۸، بیست و چهارمین جشنواره با ۲۵۴ اجرا و نمایش از بیش از ۲۰ کشور جهان در ۶۵ میدان و مکان‌های دیگر در این بخش از شهر برگزار شد. این اعتراضات در سطح ملی مانند اعتراضات لوپز اوبرادور پس از انتخابات ریاست جمهوری سال ۲۰۰۶ مرکزی است. و تظاهرات سراسری علیه جنایت در ۳۰ اوت ۲۰۰۸ برگزار شد.
درست در نزدیکی زوکالو، پالاسیو ناسیونال، کلیسای جامع متروپولیتانا، شهردار تمپلو با موزه مجاورش، و ساختمان ملی مونت د پیداد قرار دارند. کاخ ناسیونال با کل ضلع شرقی زوکالو همسایه است و شامل دفاتر رئیس‌جمهور مکزیک، خزانه داری فدرال، آرشیو ملی و همچنین نقاشی‌های دیواری که زندگی پیش از اسپانیایی را به تصویر می‌کشد و یک نقاشی دیواری بزرگ که پلکان مرکزی را پر کرده است. کل تاریخ ملت مکزیک از زمان فتح به بعد. این کاخ بر روی خرابه‌های کاخ موکتزوما دوم در سال ۱۵۲۱ با استفاده از همان سنگ تزونتل که برای ساخت کاخ آزتک استفاده شد، ساخته شد. در اصل در خانواده هرنان کورتس بود تا اینکه پادشاه اسپانیا آن را برای اقامت نایب السلطنه اسپانیای جدید خرید و تا زمان استقلال مکزیک (با وجود تخریب و بازسازی مجدد در سال ۱۶۹۲) باقی ماند. روبه روی زوکالو بالای بالکن مرکزی، کامپانا (زنگ) دولورس قرار دارد که هر ۱۵ سپتامبر توسط رئیس‌جمهور برای جشن استقلال نواخته می‌شود.
کلیسای جامع متروپولیتن که به مراسم عروج مریم مقدس اختصاص یافته است، انتهای شمالی زوکالو را اشغال می‌کند. این مکان در ابتدا بخشی از محوطه مقدس آزتک‌ها (به نام تئوکالی) بود و حاوی تزومپانتلی اصلی یا قفسه ای برای جمجمه قربانیان قربانی بود. اولین کلیسا بین سالهای ۱۵۲۴ یا ۱۵۲۶ و ۱۵۳۲ ساخته شد و در ۲ سپتامبر ۱۵۳۰ توسط پاپ کلمنت هفتم به مقام کلیسای جامع ارتقا یافت. پایه‌های کلیسای جامع جدید در سال ۱۵۶۲ آغاز شد و سنگ بنای آن در سال ۱۵۷۳ در زمان اسقف اعظم پدرو مویا د کنترراس و نایب السلطنه چهارم گذاشته شد. اگرچه کارها کامل نشده بود، کلیسای جامع اولین وقف خود را در ۲ فوریه ۱۶۵۶ دریافت کرد.تکمیل شدن در سال ۱۸۱۳ از الحاقات نئوکلاسیک طراحی شده توسط مانوئل تولسا در ۱۵ اوت ۲۰۱۳ توسط نوربرتو ریورا کاررا و از دروازه هالی در مرکز باز شد و تکمیل شدن کلیسا جشن گرفته شد. عکس پایین قبل از برگزاری جشن عشای عالی پاپی در کلیسای جامع است.

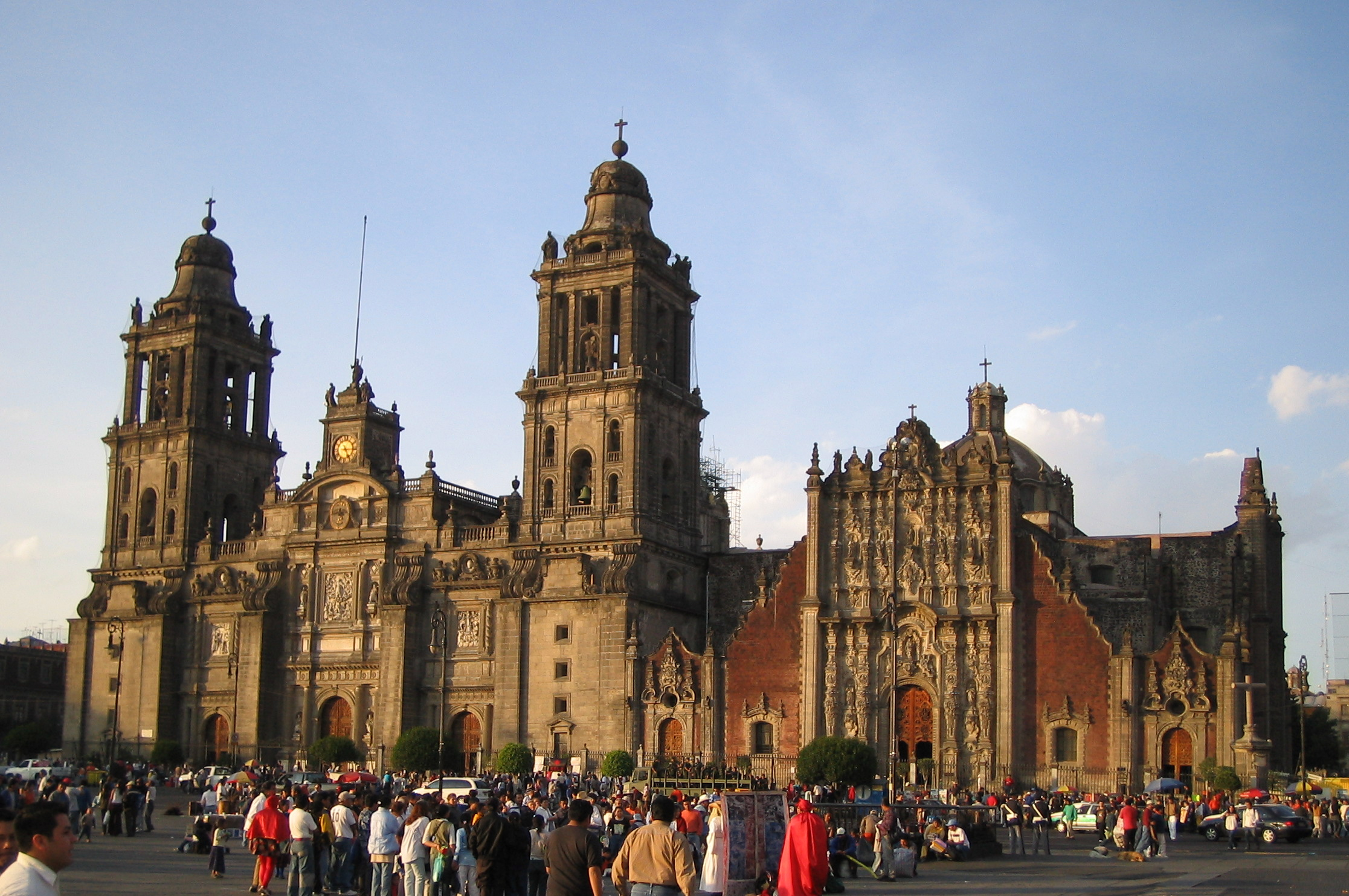
کلیسای جامع مکزیکوسیتی

بین سال‌های ۱۹۸۹ و ۲۰۰۰ کارهای مهندسی گسترده‌ای برای دستگیری و اصلاح آسیب‌ها و اعوجاج‌های ناشی از سرعت و وسعت ناهموار فرورفتگی ساختمان ناشی از نشست مداوم زمینی که روی آن قرار دارد، انجام شد. این کار با زهکشی دریاچه دره مکزیک آغاز شد که در سال ۱۶۰۷ آغاز شد و با کاهش سطح آب ناشی از پمپاژ آب برای استفاده توسط جمعیت به سرعت در حال گسترش مکزیکوسیتی ادامه یافت. آخرین تکیه گاه موقتی که در حین کارهای مهندسی نمای داخلی ساختمان را تغییر داده بود در ۲۸ نوامبر ۲۰۰۰ برداشته شد.

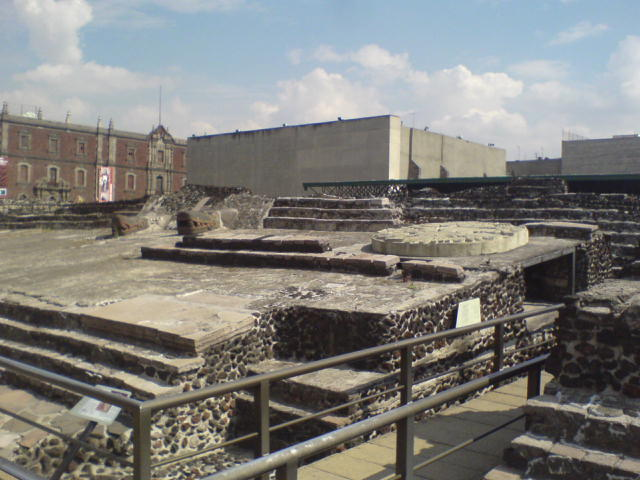
نمایی از خرابه‌های شهر تمپلو با پس‌زمینه موزه

سایت و موزه باستان‌شناسی معبد اصلی مرکز تئوکالی‌های باستانی است که اکنون درست در شمال شرقی زوکالو قرار دارد. در دهه ۱۵۲۰ توسط هرنان کورتس تخریب شد و مکان آن فراموش شد. مکان دقیق در اوایل قرن بیستم مشخص شد، اما تصمیم برای حفاری تا سال ۱۹۷۸ گرفته نشد، زمانی که کارگران برق تصادفاً یک دیسک سنگی هشت تنی را که الهه آزتک کویولکساوهکی را نشان می‌داد، پیدا کردند. در حفاری هرمی که در چندین لایه ساخته شده بود کشف شد. این نقطه ای است که طبق افسانه‌ها، آزتک‌ها نشان خود را دیدند تا از سرگردانی خود مستقر شوند، عقابی که بر روی کاکتوس گلابی خاردار نشسته بود و مار در منقارش بود، که امروزه هنوز نماد مکزیک است.
ساختمان ملی مونت د پیداد گروفروشی ملی است که در سال ۱۷۷۵ تأسیس شد و یکی از بزرگ‌ترین مغازه‌های دست دوم در جهان است. در این سایت خانه‌هایی وجود داشت که متعلق به آخرین فرمانروای آزتک، موکتزوما دوم، که هرنان کورتس پس از فتح آن را برای خود گرفت. این خانه‌ها در اصل از خیابان‌های امروزی ایزابل لا کاتولیکا، مادرو، تاکوبا و مونته دو پیداد امتداد داشتند و یکی از وقایع نگاران، سروانتس د سالازار را بر آن داشت تا اظهار کند که این اقامتگاه یک قصر نیست، بلکه شهر دیگری است.

## مکان‌های قابل توجه در شمال زوکالو

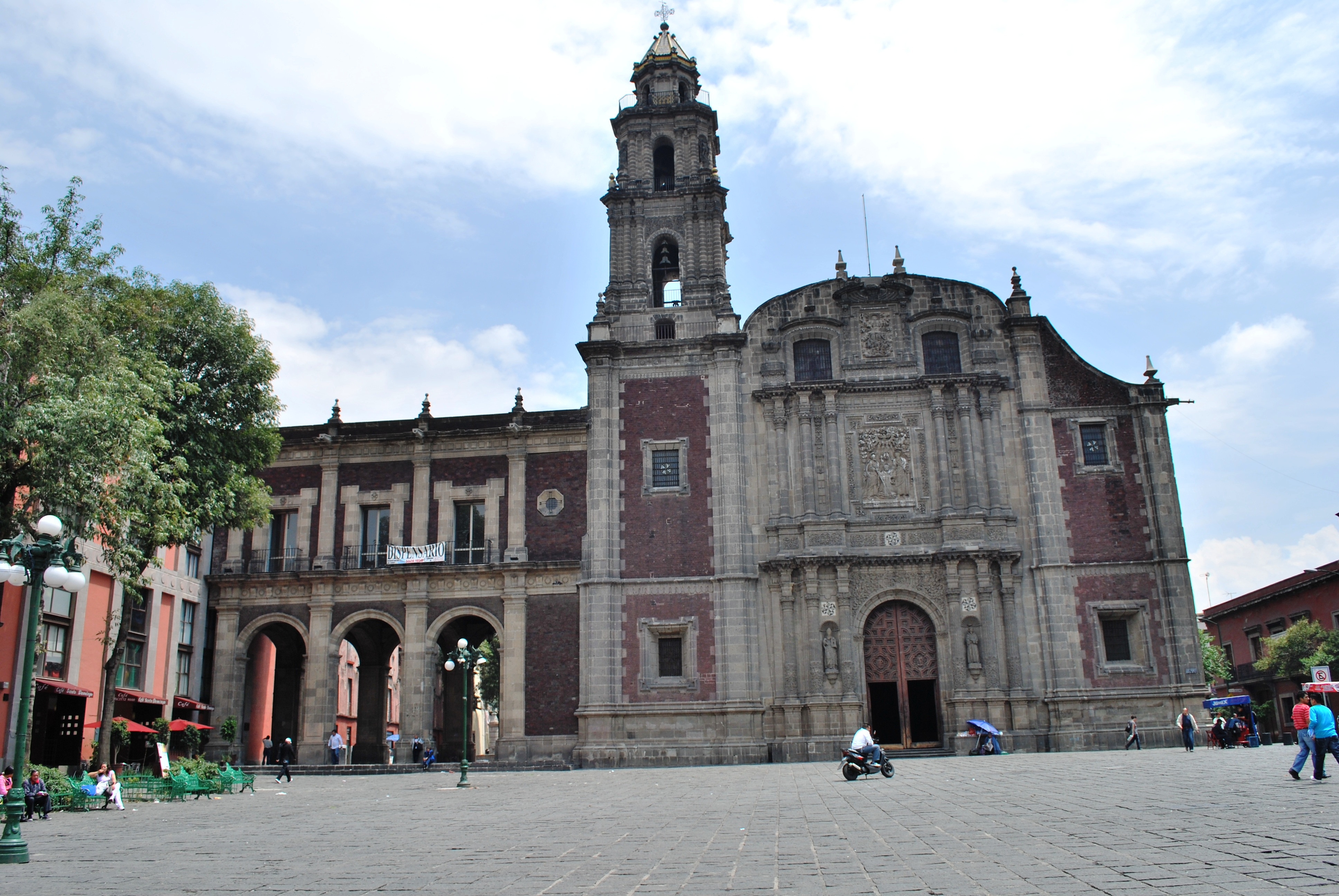
نمای کلیسای سانتو دومینگو

سانتو دومینگو به کلیسای سانتو دومینگو و میدان مجاور آن اشاره دارد. هر دو در سه بلوک در شمال کلیسای جامع متروپولیتن مکزیک به دنبال خیابان جمهوریکا د برازیل با خیابان بلیزاریو دومینگوئز که این دو را از هم جدا می‌کند، واقع شده‌اند. در ضلع شمالی بلیزاریو دومینگز قرار دارد و رو به میدان است. این تنها چیزی است که از اولین صومعه که در اسپانیا جدید تأسیس شد باقی مانده است.در جنوب کلیسا پلازا سان دومینگو قرار دارد. از سمت غرب توسط درگاه مبشران که یک ستون توسکانی با طاق‌های گرد است، احاطه شده است. . کاتبان خدمات خود را به مشتریان بی سواد ارائه می‌دهند و اغلب خدماتی مشابه خدمات وکلا، مشاوران، و مشاوران مالی مجسمه جوزفا اورتیز دومینگز، قهرمان جنگ استقلال مکزیک در فواره ای در وسط میدان ایستاده است.

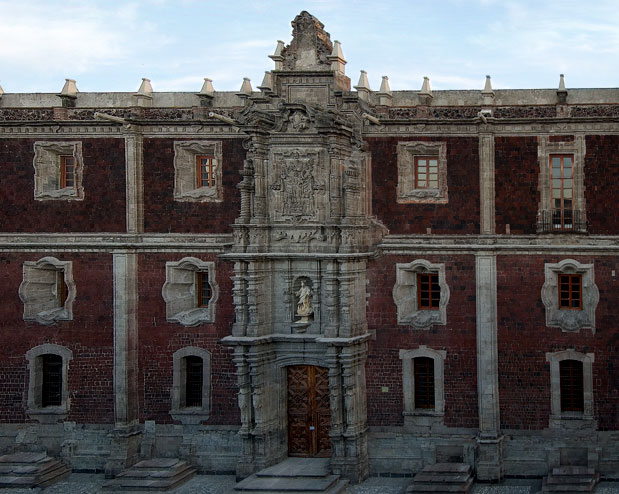
بخشی از نماهای کالج سابق سن ایلدفونسو که اکنون موزه است

کالج سان ایلدفونسو در حال حاضر یک موزه و مرکز فرهنگی است که به عنوان زادگاه جنبش  دیوارنگاری مکزیکی در نظر گرفته می‌شود.یک ایلدفونسو به عنوان یک مدرسه شبانه‌روزی معتبر یسوعی آغاز شد و پس از جنگ اصلاحات دوباره به عنوان مدرسه ملی مقدماتی اعتبار آموزشی به دست آورد. این مدرسه و ساختمان در سال ۱۹۷۸ به‌طور کامل تعطیل شدند، سپس در سال ۱۹۹۴ به عنوان موزه و مرکز فرهنگی بازگشایی شدند. دیگو ریورا و دیگران. این مجموعه بین خیابان سن ایلدفونسو و خیابان جوستو سیرا در مرکز تاریخی مکزیکو سیتی واقع شده است.
- دبیر آموزش عمومی در خیابان آرژانتین
- مرکز فرهنگی اسپانیا، واقع در خیابان جمهوری گواتمالادرست در شمال کلیسای جامع مکزیکوسیتی
- آرشیو موزه عکاسی، واقع در گوشه خیابان جمهوری گواتمالا و جمهوریکا د آرژانتین
- تئاتر لیریکو، واقع در خیابان جمهوریکا د کوبا
- مدرسه قدیمی اقتصاد، واقع در خیابان جمهوری کوبا
- کالج ملی، واقع در ساختمان کالج ملی، واقع در خیابان لوئیس گونزالس اوبرگون
- ساختمان گمرک قدیمی، در جمهوری برزیل در نزدیکی میدان سانتو دومینگو
- کاخ تفتیش عقاید (موزه پزشکی مکزیکی) واقع در جمهوریکا د برازیل

## مکان‌های قابل توجه در جنوب زوکالو

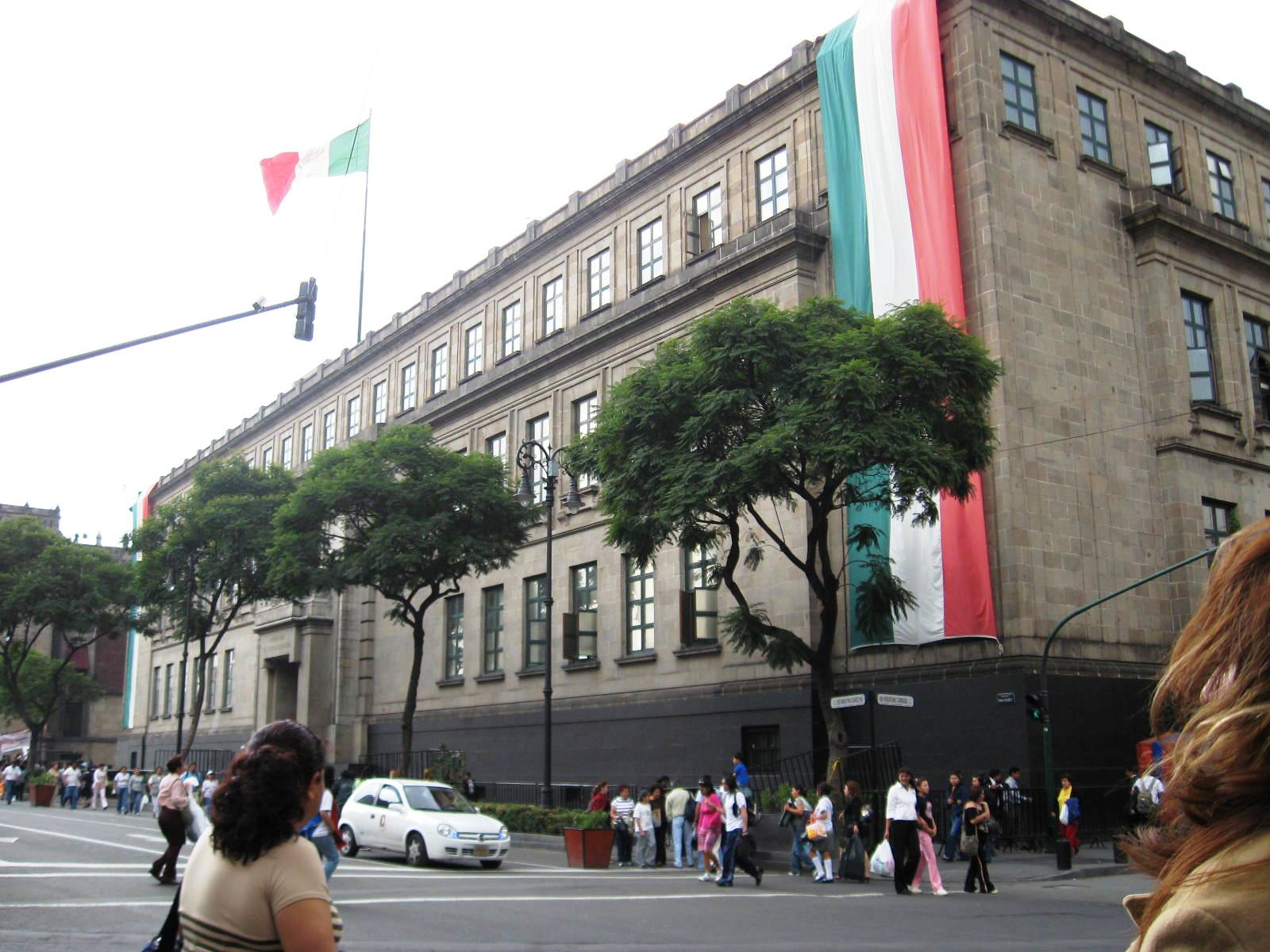
ساختمان دیوان عالی کشور

دیوان عالی دادگستری ملت درست در نزدیکی زوکالو، در گوشه‌های خیابان‌های پینو سوارز و کارانزا قرار دارد. بین سالهای ۱۹۳۵ و ۱۹۴۱ توسط آنتونیو مونوز گارسیا ساخته شد. قبل از فتح، این مکان برای مراسمی به نام «رقص پروازها» محفوظ بود که امروزه هنوز در پاپانتلا انجام می‌شود. . مالکیت آن در بیشتر دوره استعمار مورد مناقشه بود و در نهایت به محل بازار بسیار بزرگی به نام ال ولادور تبدیل شد. امروزه، ساختمان بازسازی‌شده، خانه فرهنگی بانامکس را در خود جای داده و به کاخ فرهنگ بانامکس تغییر نام داده.
- معبد سنت آگوستین واقع در آونیدا جمهوری السالوادور
- فروشگاه اصلی قصر آهنی واقع در خیابان‌های کارانزا و ۲۰ نوامبر
- فروشگاه اصلی لیورپول در خیابان‌های کارانزا و ۲۰ نوامبر
- خانه سنت آگوستین واقع در خیابان‌های جمهوریکا د اوروگوئه و ۵ د فبررو
- کلیسای مقدس‌ترین مفهوم لاککواک، یکی از قدیمی‌ترین کلیساهای مکزیکو سیتی، درفرای سرواندو دی میر
- کلیسای سن برناردو در نزدیکی زوکالو

## مکان‌های قابل توجه در غرب زوکالو

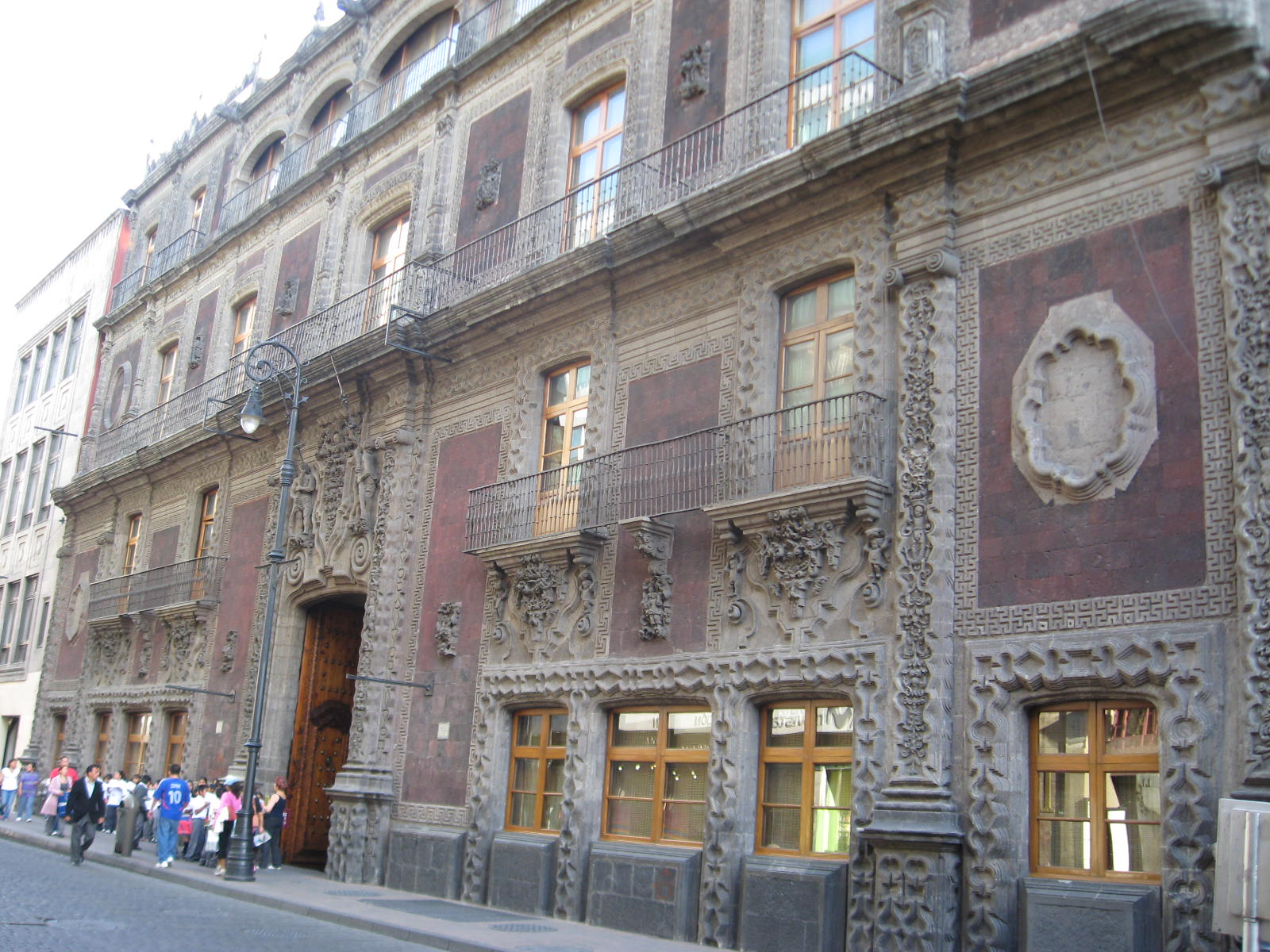
نمای کاخ ایتورباید

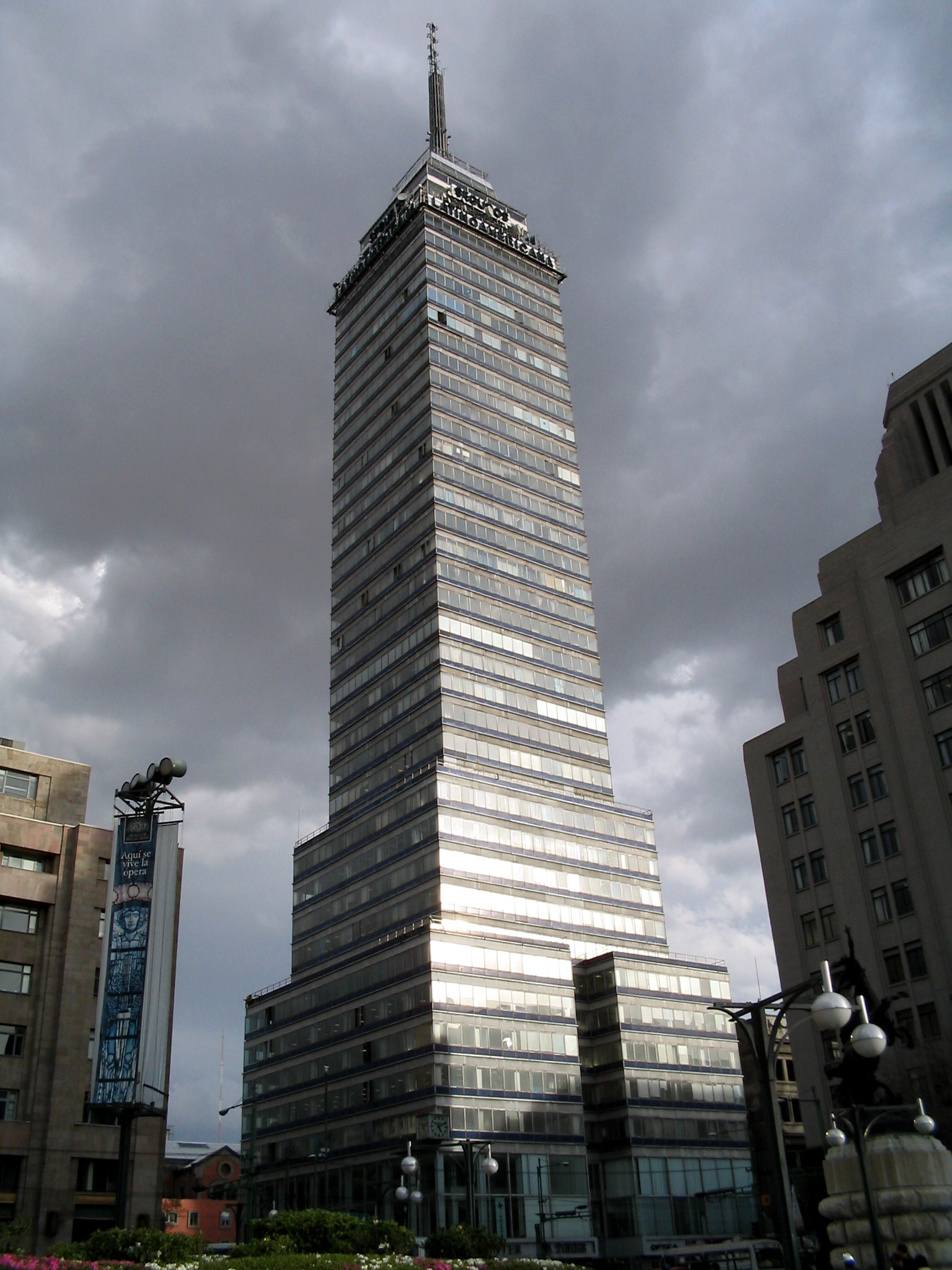
برج آمریکای لاتین

کاخ ایتورباید - این خانه کاخ بزرگ در خیابان مادرو شماره ۱۷ توسط کنت سن ماتئو والپارایسو در قرن هجدهم به عنوان هدیه عروسی برای دخترش ساخته شد. این کاخ نام «کاخ ایتوربید» را به خود اختصاص داد، زیرا آگوستین دو ایتوربید پس از استقلال از اسپانیا در آنجا زندگی کرد و تاج را به عنوان اولین امپراتور مکزیک پذیرفت. امروزه، ساختمان بازسازی‌شده، خانه فرهنگی بانامکس را در خود جای داده و به کاخ فرهنگ بانامکس تغییر نام داده است.برج آمریکای لاتین - این یکی از شناخته شده‌ترین آسمان خراش‌ها در آمریکای لاتین است. در سال ۱۹۴۸ آغاز شد و در سال ۱۹۵۶ تکمیل شد و ۱۸۲ متر ارتفاع دارد که شامل آنتن نیز می‌شود.در نبش خیابان اژه مرکزی و خوارز واقع شده است. این بلندترین برج مکزیک قبل از ساخت توره پمکس بود. این ساختمان از زمان ساختش تاکنون از دو زلزله بزرگ جان سالم به در برده است، یکی در سال ۱۹۵۷ و دیگری در سال ۱۹۸۵.
مونال، موزه هنر ملی مکزیک است که در ساختمانی نئوکلاسیک در شماره ۸ تاکوبا، کولونیا سنترو قرار دارد. مجموعه‌ای از تاریخ هنر مکزیکی از اواخر دوران پیش از اسپانیایی تا اوایل قرن بیستم را در خود جای داده است. با مجسمه بزرگ سوارکاری مانوئل تولسا چارلز چهارم اسپانیایی که درست قبل از استقلال مکزیک پادشاه بود، قابل تشخیص است. این در ابتدا در زوکالو بود، اما بر اساس پلاک موجود در پایگاه، به چندین مکان منتقل شد، نه به دلیل احترام به پادشاه، بلکه برای حفظ یک اثر هنری. این اثر هنری در سال ۱۹۷۹ به مکان نهایی خود رسید.
قصر اداره پست مکزیک (کاخ پستی مکزیکو سیتی) همچنین به عنوان ""پست اصلی (اداره پست اصلی) شناخته می‌شود، در مرکز (لازارو کاردناس) در نزدیکی کاخ هنرهای زیبا واقع شده است. این یک ساختمان اوایل قرن بیستم است که به سبک یک کاخ ایتالیایی رنسانس ساخته شده است. این توسط آدامو بواری ایتالیایی طراحی شده است که بخشی از کاخ هنرهای زیبا را در آن سوی خیابان نیز طراحی کرده است.
- خانه کاشی یک عمارت سابق کاملاً پوشیده از کاشی‌های آبی و سفید پوبلا بین خیابان مادرو و خیابان سینکو د مایو
- کالج معدن در خیابان تاکوبا
- موزه ارتش مکزیک در اصل بیمارستان بیتلمیت‌ها، واقع در تاکوبا و ماتا
- باغ اتحاد سه‌گانه در گوشه تاکوبا و ماتا
- اتاق سناتورها در خیابان زیکوتنکاتل
- موزه استانکیلو (کارتون‌ها و مجلات) در گوشه ایزابل لا کاتولیکا و مادرو
- معبد سن فیلیپه نری "لا پروفسا" با مجموعه آثار هنری از قرن ۱۷ تا ۲۰، و تورهای راهنما در روزهای شنبه از ساعت ۱۲۰۰ تا ۱۴۰۰
- موزه تعاملی اقتصاد در خیابان تاکوبا
- کلیسای سانتا کلارا - کتابخانه کنگره در گوشه تاکوبا و ماتا
- سنای مکزیک اتاق‌ها در گوشه خیابان‌های دوشیزگان و زیکوتنکاتل
- مجلس نمایندگان در خیابان دونسلس
- تئاتر شهر در خیابان دوشیزگان
- آکادمی مکزیکی در دوشیزگان

## مکان‌های قابل توجه در شرق زوکالو

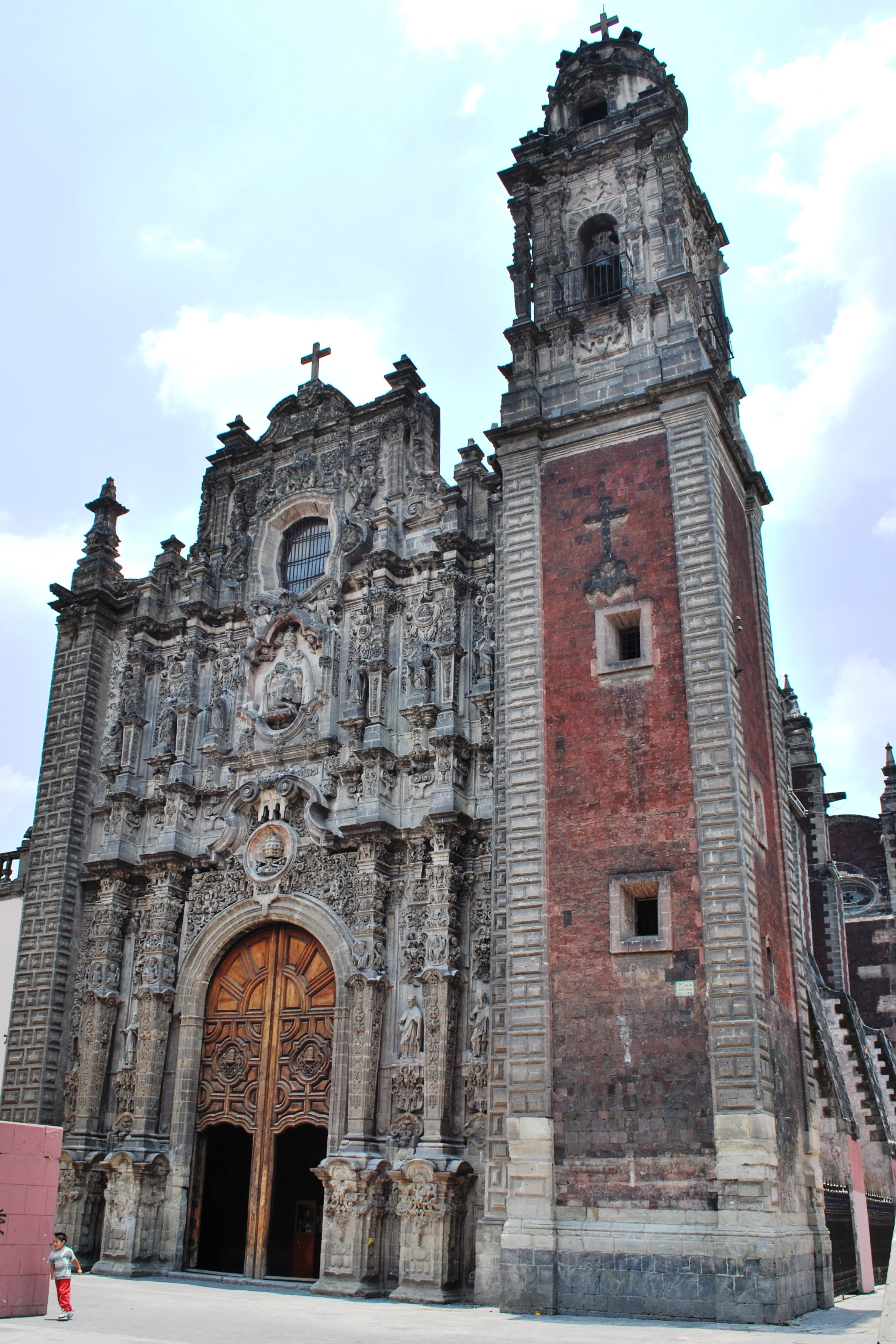
نمای لاسانتیسیما

موزه وزارت دارایی و اعتبارات عمومی یک موزه هنر است که در خیابان موندا شماره ۴ واقع شده است. این مکان در همان کاخ اسقف اعظم قرار دارد که در سال ۱۵۳۰ تحت فرمان خوان دزوماراگا بر پایه هرم ویران شده اختصاص داده شده به خدای آزتک تزکاتلیپوکا ساخته شد. تا سال ۱۸۶۷ که اداره حسابداری وزارت دارایی در آنجا تأسیس شد، این اسقف بزرگ باقی ماند.موزه مدرن نمایشگاهی اختصاص داده شده به این خدا و همچنین یک مجموعه هنری بزرگ را در خود جای داده است.

کلیسای لاسانتیسیما در گوشه خیابان لاسانتیسیما و امیلیانو زاپاتا واقع شده است.نام کامل آن معبد و بیمارستان تثلیث مقدس می‌باشد. این کلیسا بین سال‌های ۱۷۵۵ و ۱۷۸۳ به عنوان معبدی برای بیمارستان مجاور/خوشخانه برای کشیشان ساخته شد. کلیسا هنوز عملکرد اصلی خود را حفظ کرده است، اما بیمارستان‌ها و مکان‌های اداری مجاور از آن زمان به دست خصوصی منتقل شده‌اند. تنها بخش‌هایی از سازه‌های اصلی هنوز دست نخورده و حفظ شده است. این کلیسا همچنین به دلیل این واقعیت است که تقریباً سه متر از زمان ساخت آن غرق شده است.

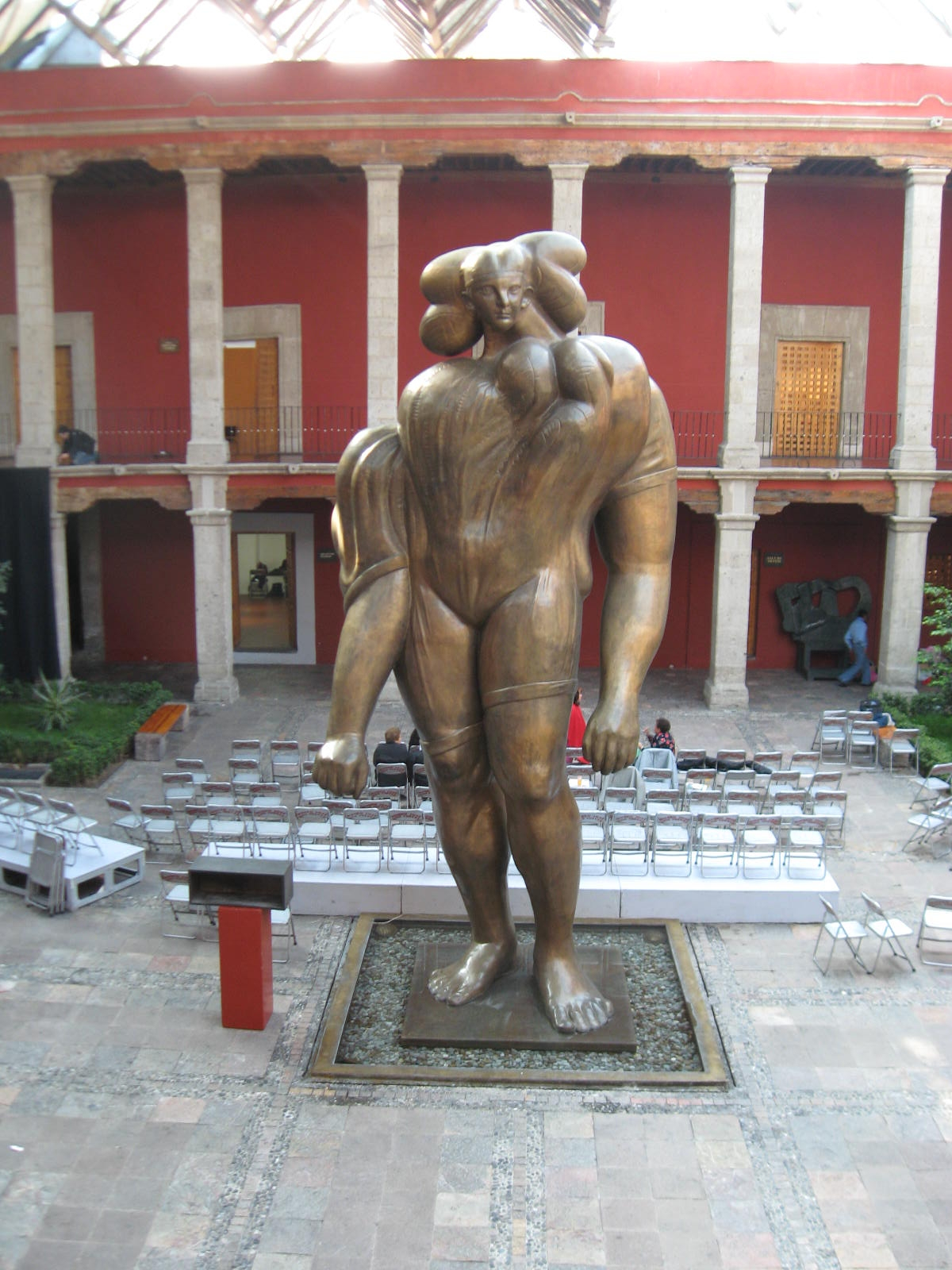
حیاط موزه خوزه لوئیس کوواس با «لا گیگانتا»

موزه خوزه لوئیس کوواس درست در نزدیکی میدان اصلی شهر، یا زوکالو، در ساختمانی که صومعه کلیسای همسایه سانتا اینس (آگنس رم) واقع شده است. این صومعه در سال ۱۶۰۰ توسطدون دیگو کابالرو و همسرشدونا اینس دی ولاسکو تأسیس شد. این صومعه تا سال ۱۸۶۱ وجود داشت، زمانی که به دلیل ملی شدن املاک کلیسا، تمام صومعه‌ها و صومعه‌ها در کشور منحل شدند. کلیسا و محل اقامت صومعه از هم جدا شده‌اند و کلیسای سانتا اینس هنوز عملکرد اصلی خود را حفظ کرده است. تالار اقامتگاه به مالکیت خصوصی تبدیل شد و عمدتاً به عنوان سکونتگاه عمل می‌کرد تا اینکه هنرمند خوزه لوئیس کوواس این ملک را با قصد بازسازی آن و تأسیس موزه فعلی که به هنر و هنر او در آمریکای لاتین معاصر اختصاص دارد خریداری کرد.
خانه اولین چاپخانه در قاره آمریکا در گوشه خیابان موندا و لیسانسیادو پریمو ورداد خانه اولین چاپخانه/چاپخانه در دنیای جدید بود.این خانه در ابتدا توسط جرونیمو د آگیلار در سال ۱۵۲۴ ساخته شد و در لبه بیرونی منطقه مقدس تمپلو قبل از فتح واقع شده است.
- کلیسای جامع  نوسترا سنیورا د بالوانرا و پناهگاه سن چاربل، ساخته شده در قرن هفدهم واقع در خیابان نماینده اروگوئه و شهردار کورئو.
- کاخ اتونومی یونام، (کاخ خودمختاری یونام) واقع در خیابان موندا.
- اداره آمار ملی (بخش آمار ملی) ساختمان واقع در پست اصلی

## مکان‌های اطراف آلامدای مرکزی

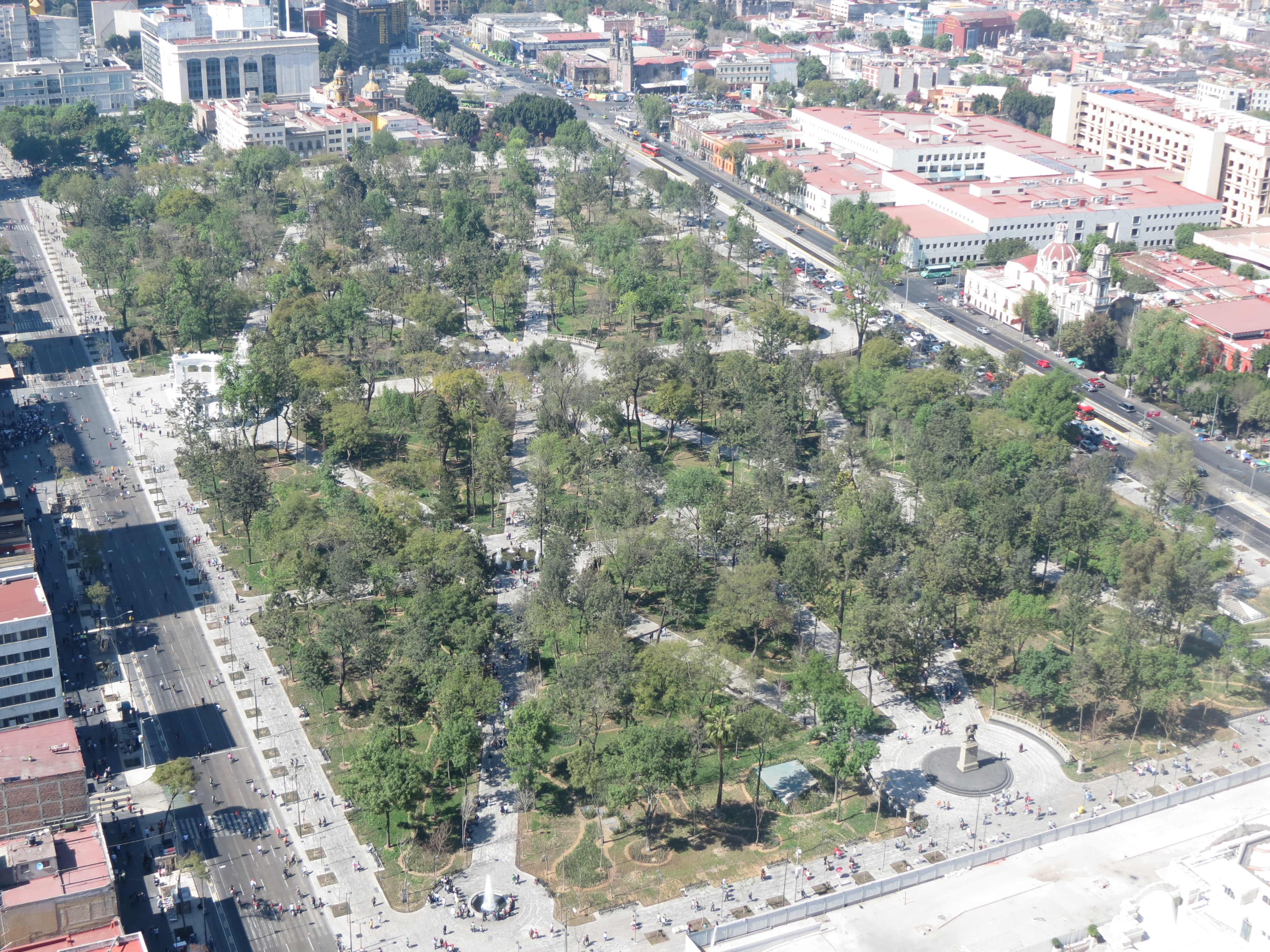
نمایی از آلامدای مرکزی از داخل برج آمریکای لاتین

آلامدای مرکزی یک پارک عمومی در مجاورت کاخ هنرهای زیبا، بین خیابان خوارز و خیابان هیدالگو است. این باغ سبز با مسیرهای سنگفرش و فواره‌ها و مجسمه‌های تزئینی است و اغلب مرکز رویدادهای مدنی است. این منطقه در گذشته بازار آزتک‌ها بود و پس از فتح، کلیسای کاتولیک از این منطقه برای سوزاندن بدعت گذاران و جادوگران استفاده کرد. این پارک در سال ۱۵۹۲ ایجاد شد، زمانی که نایب السلطنه لوئیس د ولاسکو، اولین مارکیز سالیناس تصمیم گرفت فضای سبز را در اینجا به عنوان یک پارک عمومی ایجاد کند. این نام از کلمه اسپانیایی «آلامو» گرفته شده است که به معنای درختی است که در اینجا کاشته شده است. در اواخر قرن نوزدهم، این پارک شامل یک باند و لامپ‌های گازی (اکنون برقی) بود. در ضلع جنوبی پارک، رو به خیابان، «نیم چرخه به خوارز» قرار دارد که یک بنای یادبود بزرگ به رنگ سفید نیمه دایره ای برای بنیتو خوارز است که یکی از محبوب‌ترین روسای جمهور مکزیک است.
- کاخ هنرهای زیبا در خیابان خوارز
- تئاتر هیدالگو در خیابان هیدالگو در شمال مرکز آلامدا
- پاریش سانتا کروز، مکزیکو سیتی در خیابان هیدالگو
- موزه چاپ ملی (موزه چاپ ملی) واقع در خیابان هیدالگو
- موزه فرانتس مایر در خیابان هیدالگو
- پاریس لا سانتا ورا کروز د سان خوان د دیوس در خیابان هیدالگو
- معبد سابق کورپوس کریستی در خیابان خوارز

## محله چینی

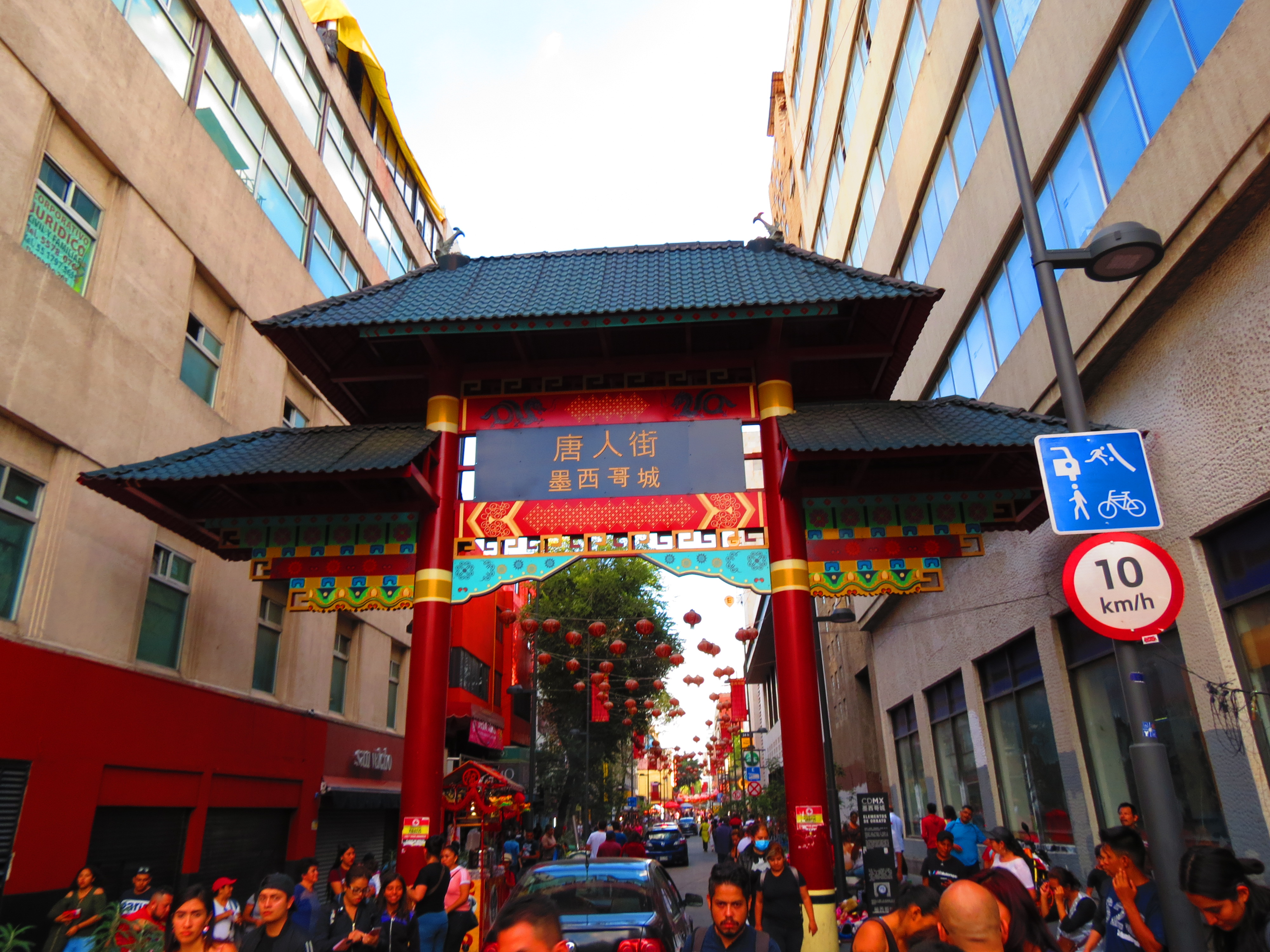
ورودی اصلی باریو چین

محله چینی مکزیکو سیتی، که به‌طور محلی به عنوان "باریو چینو شناخته می‌شود، در دو بلوک از خیابان دولورس، درست در جنوب کاخ هنرهای زیبا واقع شده است. این محله بسیار کوچک است و فقط از تعدادی رستوران و مشاغلی که کالا وارد می‌کنند تشکیل شده است. کاهش اندازه آن به این دلیل است که اکثر فرزندان مهاجران چینی به مکزیک در اواخر قرن نوزدهم و اوایل قرن بیستم یا با جمعیت محلی مکزیک ازدواج کردند و/یا در دهه ۱۹۳۰ از کشور اخراج شدند. با وجود این، آن را هسته حدود ۳۰۰۰ خانواده با میراث چینی در شهر می‌دانند.

## معماری
اگرچه ساختمان‌های استعماری اسپانیا بیشتر مرکز تاریخی را تشکیل می‌دهند، ولی نمونه‌هایی از سبک‌های مختلف معماری وجود دارد.
- باروک: کاخ ایتوربیده، خانه کاشی‌ها، کاخ ملی و کاخ کنت‌های والپارایسو
- نئوکلاسیک: کاخ معدن
- سبک ایتالیایی: کاخ اداره پست
- هنر نو کاخ هنرهای زیبا
- هنرهای زیبا: موزه ملی هنر، بانک مکزیک
- آرت دکو بانک مکزیک، داخل کاخ هنرهای زیبا
- کارکردگرا: توره لاتین آمریکا

## قرن ۲۰ و ۲۱

### تخریب منطقه
از زمان آزتک‌ها، سنترو هیستوریکو محل زندگی ثروتمندان و نخبگان بوده است. با این حال، در اوایل قرن بیستم، این طبقات شروع به نقل مکان به مناطق غرب و جنوب غربی سنترو کردند، به محله‌هایی مانند کلونیا خوارز، مستعمره کوآهتموک، مستعمره رومی و کلونی کوندسا. مرکز تا اواسط قرن بیستم مرکز تجاری، سیاسی و فکری باقی ماند، اگرچه در همین زمان بود که یونام بیشتر امکانات خود را به شهر دانشگاه جدید انتقال داد.. دلیل انحطاط مرکز شهر تا حدی ساخته دست بشر و بخشی طبیعی بوده است. در دهه ۱۹۴۰، دولت شهر اجاره‌ها را مسدود کرد، به طوری که تا سال ۱۹۹۸ که دولت این قانون را لغو کرد، مستاجران همچنان اجاره بهای سطح دهه ۱۹۵۰ را پرداخت می‌کردند. بدون هیچ انگیزه مالی برای حفظ املاک خود، صاحبخانه‌ها اجازه می‌دهند ساختمان‌هایشان متلاشی شود. زلزله ۱۹۸۵ تعدادی از این سازه‌ها را که هرگز تعمیر یا بازسازی نکردند، به زاغه‌ها و زمین‌های خالی پراکنده از زباله منتهی کرد. نتیجه از دست دادن حدود ۱۰۰۰۰۰ نفر از ساکنان «مستعمره مرکز شهر» بود که این منطقه را تقریباً در شب خالی از سکنه کرد.
در دهه ۱۹۸۰، تعداد زیادی از سنترو گریختند که بسیاری از عمارت‌های سابق آن یا متروکه شدند یا به مسکن فقرا تبدیل شدند.و پیاده‌روها و خیابان‌های آن توسط جیب‌برها و فرزفروشان تسخیر شده است.برای بسیاری از مردم، به‌ویژه بازدیدکنندگان بین‌المللی، شهرت مکزیکوسیتی به آلودگی، ترافیک و جرم و جنایت، این شهر را به مکانی تبدیل کرده است که «با بیشترین سرعت ممکن وارد و خارج شوید» و آن را چیزی بیشتر از فرودگاهی می‌دانند که از طریق آن می‌توان ارتباط برقرار کرد. پرواز به مناطق تفریحی مانند کوزومل.تا همین اواخر، بسیاری از رستوران‌های این منطقه، حتی بهترین‌ها، زود تعطیل می‌شدند تا به کارمندان فرصت داده شود تا به خانه برسند، زیرا منطقه در شب امن نبود.